# Elina Born
Elina Born (n. 29 iunie 1994, Lehtse, Regiunea Järva, Estonia) este o cântăreață estonă care a reprezentat Estonia la Concursul Muzical Eurovision 2015 alături de Stig Rästa cu piesa „Goodbye to Yesterday". S-a clasat pe locul al doilea în cel de-al cincilea sezon al concursului Eesti otsib superstaari.

## Legături externe
- Elina Born pe Facebook